# Томашевский, Борис Пинхасович
Борис Пинхасович Томашевский (англ. Boris Thomashefsky, имя при рождении — Борух-Аарон, 1868, Оситняжка — 1939, Нью-Йорк) — актёр и режиссёр американского еврейского театра на идише, драматург и театральный деятель.

## Биография
Борис Томашевский родился в 1868 году в селе Оситняжка Киевской губернии Российской империи в семье хаззана. В 11 лет переехал в Бердичев, где стал певчим синагогального хора. Там же впервые поставил спектакль: его актёрами были мальчики-певчие.
В 1881 году, когда ему было 12 лет, его семья была вынуждена из-за погромов в Украине переехать из Таращи в США и поселиться в Нью-Йорке.
В молодые годы он подрабатывал пением в синагоге на Генри Стрит на нижнем Ист-Сайде, а также работал на табачной фабрике. Борис Томашевский мечтал о создании еврейского театра в США. Первыми членами его труппы стали товарищи по цеху Авром Голубок (бывший статист спектаклей «Колдунья» и «Диббук») и Розенблум (театральный певец). У первого было два брата-артиста, которые проживали в Европе и очень хотели переехать в Америку. Борис Томашевский сумел убедить хозяина таверны на углу улиц Хестер и Эссекс по имени Франк Вульф, прихожанина синагоги, в которой пел Томашевский, профинансировать их переезд в Нью-Йорк. Братья приехали, взяв с собой ещё четырёх артистов. Франк Вульф снял в аренду зал на 4-й Авеню в Манхэттене и объявил о постановке оперетты драматурга Аврома Гольдфадена «Колдунья». Когда одна задействованная в спектакле актриса в последний момент сообщила, что у неё болит горло, Бориса Томашевского, подложив ему грудь, поставил на её замену отец молодого актёра Пинхас Томашевский. Так Борис в тринадцатилетнем возрасте сыграл свою первую роль в первом еврейском театре в Америке. На этом началась его карьера. Впоследствии Борис Томашевский поставил новую пьесу Гольдфадена «Шмендрик и фанатик».
Томашевский первым в США начал ставить театральные пьесы на идише. Он ставил пьесы Аврома Гольдфадена, Нохума Шайкевича, а также оригинальные сочинения членов труппы, выступая в Филадельфии, Вашингтоне, Балтиморе, Питтсбургe, Бостоне и Чикаго. После того как еврейские театры были запрещены в России, труппа Томашевского пополнилась такими выдающимися актёрами, как Зигмунд Могулеско, Дувид Кесслер и Яков Адлер, репертуар пополнился произведениями таких драматургов, как Мойше ха-Лейви Хорович, Иосиф Латайнер, Яков Гордин, Мойше Зейферт.
Труппа долгое время испытывала нехватку актрис, из-за чего женские роли часто играли актёры-мужчины. В 1887 году, когда труппа Томашевского играла в Балтиморе, 14-летняя Бесси Баумфельд-Кауфман сумела достать билеты на спектакль. Бесси была очарована игрой главной героини пьесы и пробралась за кулисы, чтобы встретиться с актрисой, которая оказалась не девушкой, а Борисом Томашевским. Чуть позже Бесси ушла из дома и присоединилась к труппе, а в 1891 году вышла замуж за Бориса и начала играть все женские роли, которые к тому времени играл её муж. Она утверждала, что овладеть тайной женского кокетства она смогла, наблюдая за игрой Бориса.
Томашевский на протяжении своей карьеры неоднократно переходил из одной театральной компании в другую, его труппы распадались и собирались вновь, нередко он сам играл в чужих труппах.

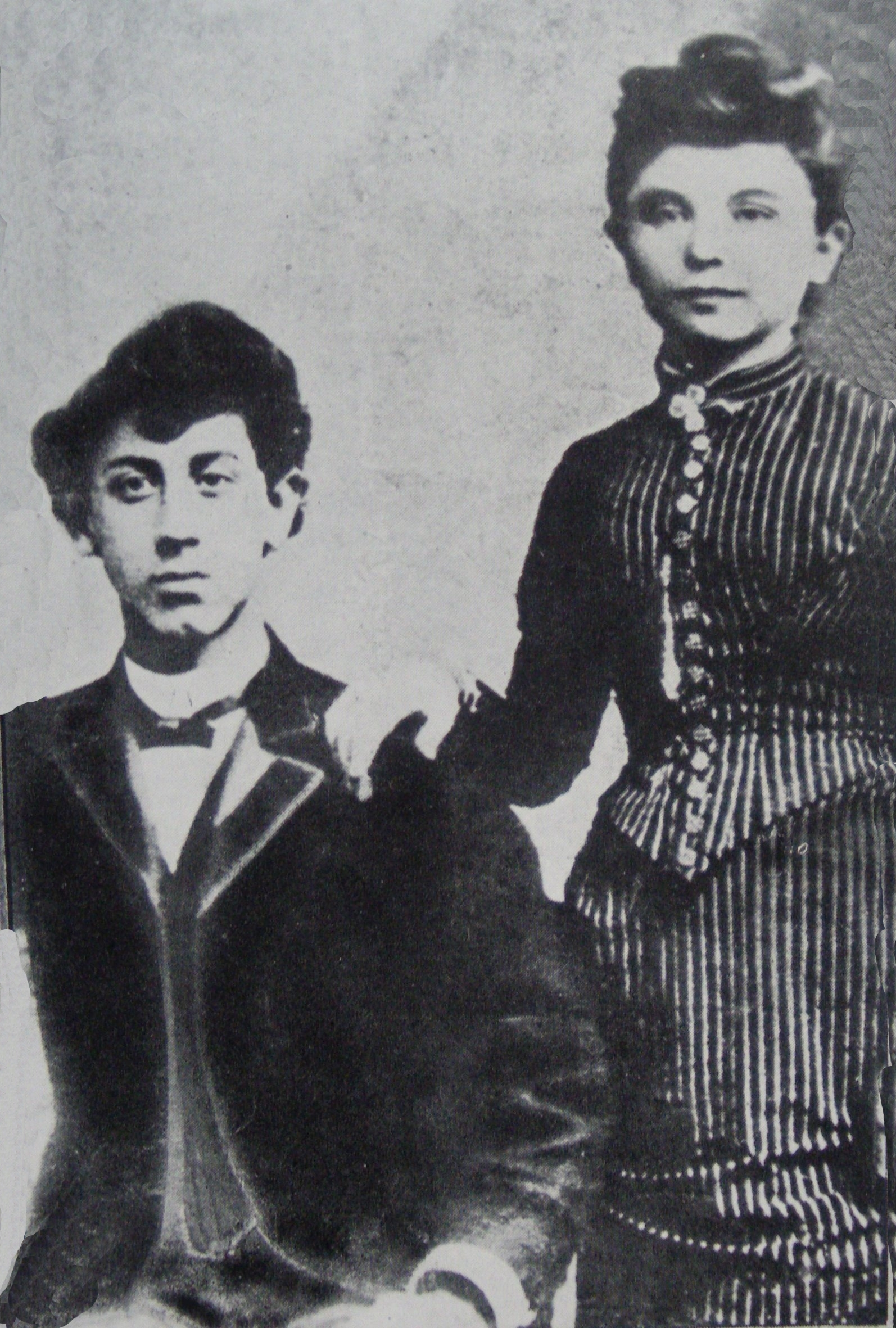
Борис и Бесси Томашевские. 1890 г.

В 1891 году Моше Финкель забрал ещё малоизвестного тогда Бориса Томашевского, а вместе с ним и Могулеско, Кесслера и Адлера, обратно в Нью-Йорк. Томашевский вызвал большой фурор в Национальном театре своей постановкой пьесы Мойше ха-Лейви Хоровича «Давид бен Йесе» и руководство театра вынуждено было сделать изменения в расписании показов и организовать дополнительные спектакли Томашевского, чтобы удовлетворить потребности всех желающих попасть на спектакль.
Борис Томашевский вместе со звёздным составом своего театра ставил «Гамлета» в переработанном для еврейской публики виде под названием «Дер йешиве-бохер». Среди других известных адаптаций были «Домик дяди Тома», пьеса Гёте «Фауст», и вагнеровский «Парсифаль», «Собор Парижской Богоматери» В. Гюго, «Король Лир» У. Шекспира. Наибольший успех Борису приносили исторические оперетки и лёгкие пьесы на библейские сюжеты, но он стремился участвовать и в амбициозных постановках передовых произведений, пользовавшихся признанием театральных критиков.
В 1889 г. у Бориса и Бесси Томашевских родилась дочь, которой дали имя Эстер. Она умерла в шестилетнем возрасте от дифтерии. В 1895 г. родился первый сын, Гарри (Херш-Иона), в 1897 г. — второй, Милтон (Микки), в 1904 г. — третий, Тед (Теодор-Херцл). Последний впоследствии он работал помощником режиссёра. Он пользовался сокращенной формой фамилии Томашевский и назывался Тед Томас. Его сын стал известным дирижёром Михаилом Тильсоном Томашем.
В 1901 году Томашевский с женой гастролировали в Берлине. Последующие годы считаются самыми успешными в карьере Томашевского: его постановки (в том числе и собственные сочинения) достигали не только коммерческого успеха, но и высот театрального искусства.
В 1908 г. была издана его первая книга «Театральные сочинения Томашевского» (идиш טאָמאַשעווסקיס טעאַטערשריפטן‎). С 1909 г. по 1910 г. издавал журнал «Еврейская сцена» (идиш די אידישע בינע‎), где публиковал статьи и отрывки своих литературных произведений. С 1913 г. по 1936 г. многократно публиковался в различных еврейских изданиях, по большей части — в «Форвертс».
В 1910 году семья Томашевских владела 12-ти комнатным домом на Бедфордском авеню (Bedford Avenue) в Бруклине, домом с верандой у моря, площадью 20 акров (81000 квадратных метров) в городе Хантер (Hunter) штата Нью-Йорк. Это был так называемый «райский сад» Томашевских, который содержал также театральную площадку на открытом воздухе. Однако в 1915 году Томашевский подал заявление о банкротстве, исчислив свои активы в размере 21 900 долларов США и долги в размере 76 297 долларов США.
В 1912 г. Борис и Бесси Томашевские развелись из-за многократных закулисных романов Бориса. Впоследствии он женился на Регине Цукерберг, одной из актрис его труппы.
В 1913 г. Томашевский вновь уехал на гастроли в Европу, посетив театры Великобритании, Польши и России. Там он познакомился с Осипом Дымовым, поставил несколько его пьес, а затем забрал его с собой в Америку. В последующие десятилетия Томашевский продолжил свою карьеру актёра-постановщика, но с переменным успехом. В 1920-х годах он постепенно стал играть меньше ведущих ролей, посвящая больше своего времени написанию оригинальных сценических произведений. Это время совпало с общим кризисом еврейского театра. Несмотря на это, на протяжении 1920-х годов Томашевский гастролировал в Южной Америке, Канаде, Великобритании, Франции, Польше, Румынии и Чехословакии.
В 1935 г. один из сыновей Бориса, Гарри, создал экранизацию одного из произведений отца, «Бар-мицва», но она не получила признания.
В 1937 г. Томашевский опубликовал мемуары. Последние годы он провёл в бедности.
Борис Томашевский умер в 1939 году и был похоронен рядом со своей женой на кладбище Маунт-Хеброн. На его похоронах присутствовало более пятидесяти тысяч человек.